# Смыково (Рязанская область)
Смыково — село в Сапожковском районе Рязанской области России, входит в состав Канинского сельского поселения.

## География
Село расположено в 6 км на северо-восток от центра поселения села Канино и в 13 км на северо-запад от районного центра посёлка Сапожок.

## История
Новый починок Федотовский, Смыково тож, на речке Олеевке (в настоящее время Невгамонке) впервые упоминается в "Переписной книге г. Ряжска и Пехлецкого стана Ряжского уезда, переписи И.И.Румянцева 1646-1647 г.г." В  новом поселении  тогда было 22 двора крестьянских и 11 дворов бобыльских (без земельного надела).  Починок в то время принадлежал боярину князю Алексею Никитичу Трубецкому (1600-1680), который в 1672 году стал крёстным отцом Петра I [7].  
Смыково в качестве деревни Пехлецкого стана упоминается в числе вотчин вдовы боярина Бориса Ивановича Морозова Анны Ильиничны и входило в состав прихода Канинского. Первоначальное построение в селе деревянной церкви в честь Покрова Пресвятой Богородицы относится к началу XVIII века, как замечено в Ряжских окладных книгах в 1709 году в первый раз была обложена данью. В 1778 году Смыково, состоявшее тогда за статским советником Кошелевым, отчислено было из Ряжского к Сапожковскому уезду. Каменная Покровская церковь с приделом в честь обретения главы Предтечи Иоанна построена в первой половине прошлого столетия. 1 июля 1752 года приказчик владельца села Ивана Родионова Кошелева просил епархиальное начальство об освящении придельного Предтеченского храма, а 4 октября 1764 года освящен был и настоящий в честь Покрова Пресвятой Богородицы. В 1800 год церковь была перекрыта новым тесом. За благоустройство церкви в 1854 году священник К.А.Смирнов награжден был набедренником. 
В середине XIX века  некоторые семьи из Смыкова  были отселены в новые деревни - Ивановские выселки (Мосолово, Ванино), Дальние выселки (Смирновка) и Александровка (Стержовка). Во второй половине XIX века село стало знаменито своими молотилками - "смыковками". Молотилки шли не только в соседние губернии, но и в более отдалённые, например Оренбургские и Кубанские степи. Достаточно сказать, что в 1879 году сапожковскими кустарями было выпущено 622 молотилки на 72000 рублей, тогда как четыре московских фабрики сельскохозяйственных машин выпустили всего лишь 220 молотилок на сумму 30000 руб., то есть почти в три раза меньше [7]. 
В XIX — начале XX века село входило в состав Канинской волости Сапожковского уезда Рязанской губернии. В 1906 году в селе было 180 дворов. 
С 1929 года село являлось центром Смыковского сельсовета Сапожковского района Рязанского округа Московской области, с 1937 года — в составе Рязанской области, с 2005 года — в составе Канинского сельского поселения.

## Население
| 1859 | 1897  | 1906  | 2010 |
| ---- | ----- | ----- | ---- |
| 903  | ↗1088 | ↗1326 | ↘29  |

Фамилии жителей Смыкова, Ванина, Смирновки и Александровки в начале XX века [7]: Агальцовы, Аленкины, Анашкины, Антошкины, Андреевы, Анохины, Аравины, Афонины, Афонцевы, Беликовы, Беклемишевы, Белоножкины, Бернард, Богачевы, Боговковы, Борисовы,  Бородины, Веселкины, Воронины, Галкины, Голышевы, Голубковы, Горины, Дементьевы, Демковы, Елкины, Железины, Жирковы, Зенкины, Зениковы, Калинины, Калинкины, Канавичевы, Канкины, Карандеевы, Косыревы, Комаровы, Коробковы, Корябкины, Кочетовы, Копыловы, Красильниковы, Кудряшовы, Кулешовы, Куликовы, Кулюшины, Куприяшины, Курносовы, Ларины, Левины, Лифановы, Манякины, Мастрюковы, Мишковы, Минаевы, Моисеевы, Монидины, Мыськины, Напримеровы, Нестеровы, Овчинниковы, Петраковы, Поврачевы, Половины, Потапковы, Прожорины, Решетины, Рожковы, Савины, Савоськины, Саранчины, Сафоновы, Сеньковы, Соловьевы, Сысойкины, Тимохины, Тишкины, Толкуновы, Фатеевы,  Фофановы, Холодковы, Хохловы, Чекины, Червовы, Черниковы, Штукины, Юдины,  Южалкины,  Языковы, Якушевы, Янины.

## Достопримечательности
В селе расположена недействующая Покровская церковь (1764)